# Mike Hawthorn

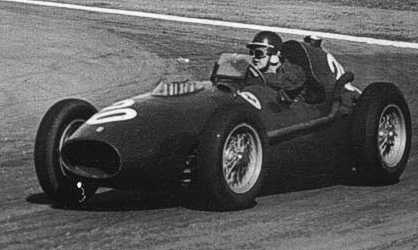
Mike Hawthorn, al volante di una Ferrari D246, durante il Gran Premio d'Argentina 1958

John Michael Hawthorn, detto Mike (Mexborough, 10 aprile 1929 – Guildford, 22 gennaio 1959), è stato un pilota automobilistico britannico di Formula 1. Fu il primo pilota inglese a vincere un titolo mondiale (1958). Morì in un incidente stradale poco dopo il suo ritiro.

## Carriera

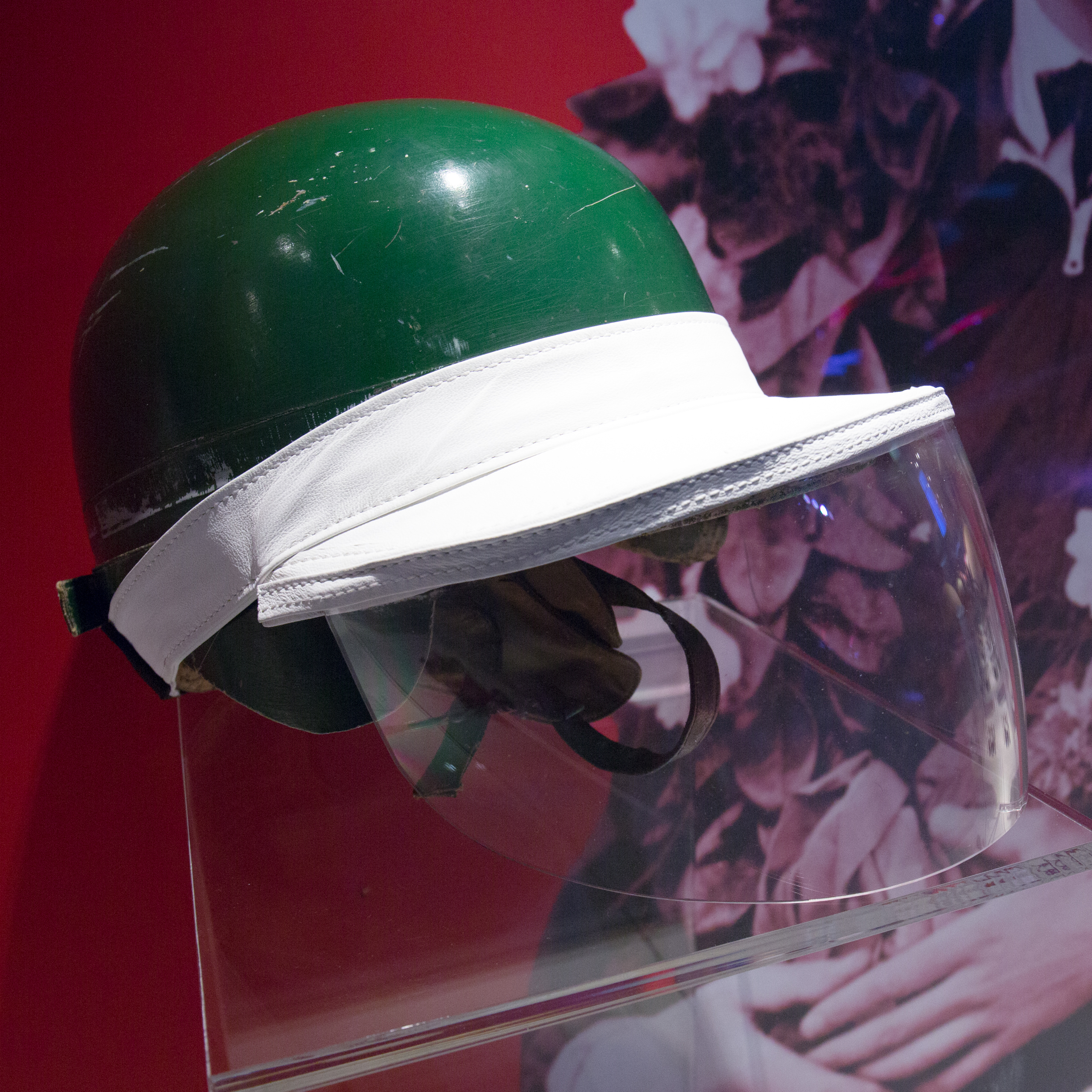
Il casco di Mike Hawthorn, con visiera da pioggia, conservato al Museo Ferrari

Mike Hawthorn esordì nelle competizioni automobilistiche il 2 settembre 1950. Nel 1952 passa alle monoposto e presto viene notato da Enzo Ferrari che gli offre un posto nella sua scuderia. Ha fatto il suo esordio in Formula 1 nel Gran Premio del Belgio del 1952 sul leggendario Circuito di Spa-Francorchamps, finendo al quarto posto. Entro la fine della stagione si era già assicurato il suo primo podio, con un terzo posto al RAC British Grand Prix  e una doppietta di quarti alla guida di una Cooper.
Guidando per la Scuderia Ferrari nella stagione 1953, Hawthorn mostrò subito il suo valore con la vittoria nel Gran Premio di Francia del 1953, soprannominata la 'corsa del secolo', durante il quale fu capace di tenere testa a Fangio. Questo e altri due podi gli fecero concludere la stagione al quarto posto assoluto. Vinse anche il BRDC International Trophy e l'Ulster Trophy oltre alla 24 Ore di Spa Francorchamps con il compagno di squadra Ferrari Nino Farina.
Le Mans 1955
Hawthorn vinse l'edizione della 24 Ore di Le Mans del 1955, nella quale avvenne il famoso incidente che causò la morte di Pierre Levegh e di 83 spettatori. L'incidente ebbe origine da una manovra dello stesso Hawthorn che, dopo aver sorpassato Lance Macklin, notando un ordine di entrare ai box per fare rifornimento, frenò bruscamente facendo deviare Macklin sulla traiettoria della Mercedes di Levegh. Dopo essersi scontrata con la Healey di Macklin, la Mercedes saltò il terrapieno di terra che separava l'area spettatori dalla pista, rimbalzò contro le barriere e colpì frontalmente un parapetto di cemento delle scale. L'impatto mandò in pezzi la parte anteriore dell'auto, che prese il volo lanciando detriti nell'area degli spettatori, prima di atterrare in cima al terrapieno di terra. I detriti, tra cui il cofano, il motore e l'assale anteriore, che l'impatto aveva separato dal telaio, volarono tra la folla.
La gara non fu interrotta per permettere ai mezzi di soccorso di raggiungere il luogo dell'incidente.
L'inchiesta ufficiale sull'incidente stabilì che Hawthorn non era responsabile dell'incidente e che si trattò semplicemente di un incidente di gara. La morte di così tanti spettatori fu attribuita a standard di sicurezza inadeguati.

## Campione del mondo 1958 e morte
Hawthorn vinse il campionato di Formula 1 del 1958 dopo un'accesa competizione con Moss. Vinse il Gran Premio di Francia a Reims, durante il quale Luigi Musso, suo compagno di squadra e acceso rivale, morì in seguito a un incidente. Durante il Gran Premio di Germania del 1958 al Nürburgring Hawthorn si trovava alle spalle del grande amico e compagno di squadra Peter Collins quando questo uscì di strada, fu sbalzato fuori dalla vettura e finì contro un albero riportando ferite mortali. La morte dell'amico portò sia Enzo Ferrari sia Hawthorn a considerare il ritiro dalle corse. Fu il pilota inglese a convincere Ferrari a finire la stagione intenzionato a vincere per l'amico.
La lotta per il titolo fra Hawthorn e Moss durò fino all'ultima gara del calendario. Negli ultimi giri del Gran Premio del Marocco Phil Hill, secondo dietro a Stirling Moss e compagno di squadra di Hawthorn, rallentò per cedere il posto a quest'ultimo, assicurandogli abbastanza punti per vincere il campionato. Hawthorn divenne così il primo pilota inglese della storia della Formula 1 a diventare campione del mondo, tra l'altro con la vittoria di un solo gran premio in stagione, un record che verrà eguagliato solamente da Keke Rosberg nella stagione 1982; inoltre, proprio insieme al compagno Phil Hill, è il pilota vincitore di almeno un titolo mondiale con il minor numero di vittorie all'attivo: 3.
Come promesso Hawthorn si ritirò dalle corse alla fine del 1958 da campione del mondo. Solo pochi mesi dopo, il 22 gennaio 1959, nei pressi del Guildford Bypass, perse il controllo della sua Jaguar Mk1 3.4 e uscì di strada, morendo sul colpo. Uno dei testimoni fu Rob Walker, proprietario di una scuderia privata di Formula 1.
Ben presto circolarono sospetti sul fatto che, al momento dell'incidente, Hawthorn fosse impegnato in una gara illegale contro lo stesso Walker, fatto che troverebbe conferma in una testimonianza di un ex meccanico di Hawthorn riportata dal quotidiano britannico Daily Mail.
Rob Walker, deceduto nel 2003, ha però sempre negato questa versione dei fatti, sostenendo che stava guidando normalmente quando vide la Jaguar di Hawthorn superarlo a tutta velocità.
Molte sono anche le voci che l'incidente possa essere stato causato da un malore dell'inglese che soffriva sin dalla nascita di un problema ai reni che gli portava estremi dolori e difficoltà nella guida stessa. La salma di Hawthorn venne inumata nel cimitero di West Street di Farnham, nel Surrey.
A suo nome è dedicato l'Hawthorn Memorial Trophy.

## Risultati

### Formula 1
| 1952 | Scuderia                | Vettura    |  |  |   |     |   |  |   |    |  |  |  | Punti | Pos. |
| ---- | ----------------------- | ---------- |  |  | - | --- | - |  | - | -- |  |  |  | ----- | ---- |
| 1952 | LD Hawthorn e AHM Bryde | Cooper T20 |  |  | 4 | Rit | 3 |  | 4 | NC |  |  |  | 10    | 5º   |

| 1953 | Scuderia | Vettura |   |  |   |   |   |   |   |   |   |  |  | Punti   | Pos. |
| ---- | -------- | ------- | - |  | - | - | - | - | - | - | - |  |  | ------- | ---- |
| 1953 | Ferrari  | 500 F2  | 4 |  | 4 | 6 | 1 | 5 | 3 | 3 | 4 |  |  | 19 (27) | 4º   |

| 1954 | Scuderia | Vettura         |    |  |   |     |   |   |     |   |   |  |  | Punti   | Pos. |
| ---- | -------- | --------------- | -- |  | - | --- | - | - | --- | - | - |  |  | ------- | ---- |
| 1954 | Ferrari  | 625 F1 e 553 F1 | SQ |  | 4 | Rit | 2 | 2 | Rit | 2 | 1 |  |  | 24 9⁄14 | 3º   |

| 1955 | Scuderia        | Vettura              |  |     |  |     |   |   |    |  |  |  |  | Punti | Pos. |
| ---- | --------------- | -------------------- |  | --- |  | --- | - | - | -- |  |  |  |  | ----- | ---- |
| 1955 | Vanwall Ferrari | VW55 555 F1 e 625 F1 |  | Rit |  | Rit | 7 | 6 | 10 |  |  |  |  | 0     |      |

| 1956 | Scuderia    | Vettura                 |   |    |  |    |    |     |  |  |  |  |  | Punti | Pos. |
| ---- | ----------- | ----------------------- | - | -- |  | -- | -- | --- |  |  |  |  |  | ----- | ---- |
| 1956 | BRM Vanwall | Maserati 250F e P25 VW2 | 3 | NP |  | NP | 10 | Rit |  |  |  |  |  | 4     | 12º  |

| 1957 | Scuderia | Vettura |     |     |  |   |   |   |  |   |  |  |  | Punti | Pos. |
| ---- | -------- | ------- | --- | --- |  | - | - | - |  | - |  |  |  | ----- | ---- |
| 1957 | Ferrari  | 801     | Rit | Rit |  | 4 | 3 | 2 |  | 6 |  |  |  | 13    | 4º   |

| 1958 | Scuderia | Vettura |   |     |   |  |   |   |   |     |   |   |   | Punti   | Pos. |
| ---- | -------- | ------- | - | --- | - |  | - | - | - | --- | - | - | - | ------- | ---- |
| 1958 | Ferrari  | 246 F1  | 3 | Rit | 5 |  | 2 | 1 | 2 | Rit | 2 | 2 | 2 | 42 (49) | 1º   |

| Legenda | 1º posto     | 2º posto | 3º posto    | A punti         | Senza punti/Non class.  | Grassetto – Pole position Corsivo – Giro più veloce |
| Legenda | Squalificato | Ritirato | Non partito | Non qualificato | Solo prove/Terzo pilota | Grassetto – Pole position Corsivo – Giro più veloce |

### 24 Ore di Le Mans
| Anno | Classe | N° | Gomme | Vettura                               | Squadra | Co-piloti     | Giri | Pos. Assol. | Pos. di Classe |
| ---- | ------ | -- | ----- | ------------------------------------- | ------- | ------------- | ---- | ----------- | -------------- |
| 1953 | S 5.0  | 14 | P     | Ferrari 340 MM Coupé Ferrari 4.1L V12 | Ferrari | Nino Farina   | 12   | DNF         | DNF            |
| 1955 | S 5.0  | 6  | D     | Jaguar D-Type Jaguar 3.4L I6          | Jaguar  | Ivor Bueb     | 307  | 1º          | 1º             |
| 1956 | S 5.0  | 1  | D     | Jaguar D-Type Jaguar 3.4L I6          | Jaguar  | Ivor Bueb     | 280  | 6º          | 3º             |
| 1957 | S 5.0  | 7  | E     | Ferrari 335 S Ferrari 4.0L V12        | Ferrari | Luigi Musso   | 56   | DNF         | DNF            |
| 1958 | S 3.0  | 12 | E     | Ferrari 250 TR 58 Ferrari 3.0L V12    | Ferrari | Peter Collins | 112  | DNF         | DNF            |